# Christian Knaut
Christian Knaut, manchmal auch Christian Knauth (* 16. August 1656 in Halle (Saale); † 11. April 1716 ebenda) war ein deutscher Arzt, Botaniker und Bibliothekar. Sein offizielles botanisches Autorenkürzel lautet „Knaut“.

## Leben und Wirken

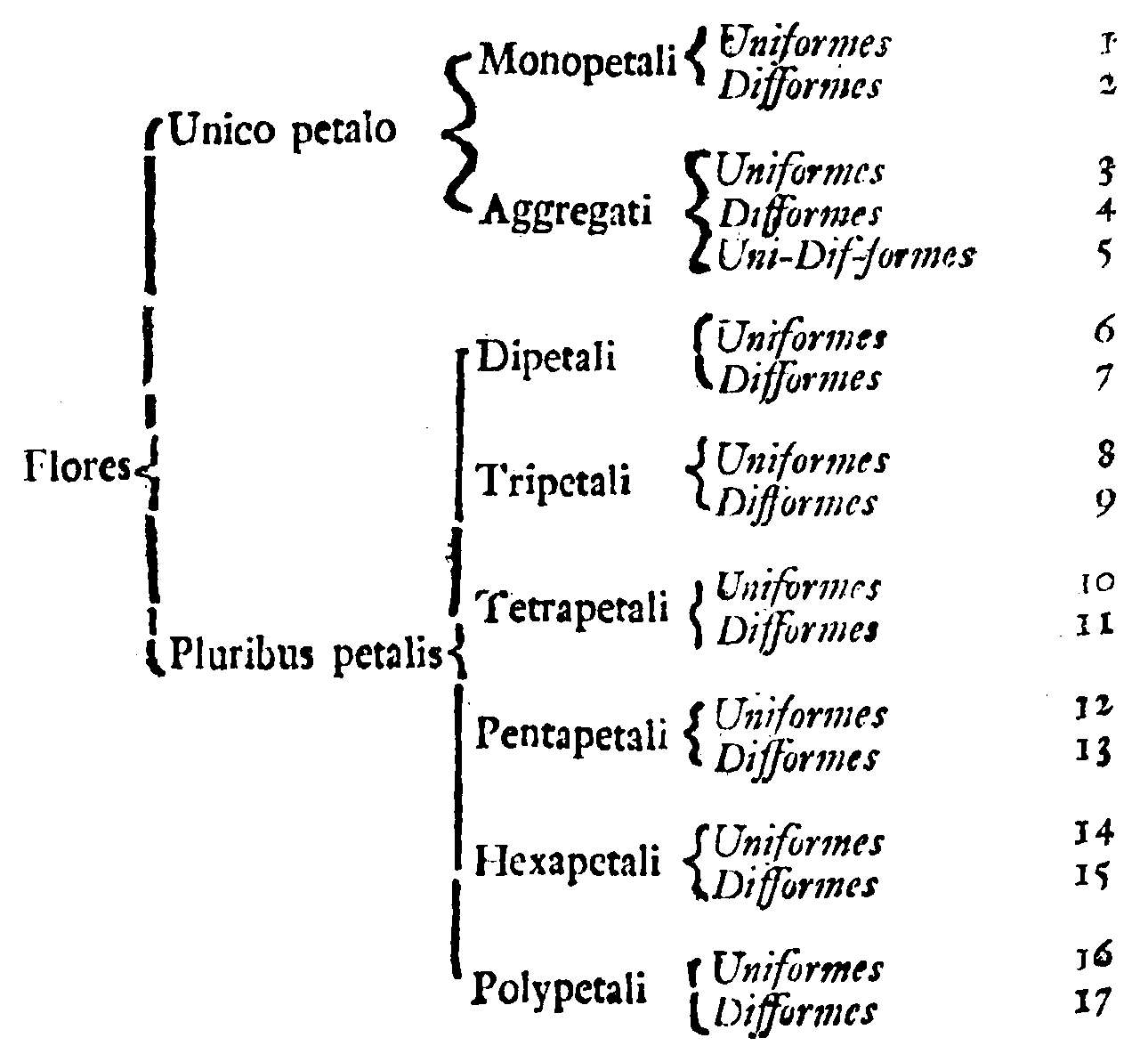
Schlüssel zur Systematik von Knaut in Linnés Classes Plantarum von 1738.

Christian Knaut war ein Sohn von Christoph Knaut und Barbara Viervegen. Christians 18 Jahre älterer Bruder war Christoph Knaut, ebenfalls Arzt und Botaniker in Halle.
Christian besuchte das Hallenser Gymnasium unter Rektor Valentin Berger. 1676 begann er auf den Rat seines Bruders ein Medizinstudium an der Universität Leipzig, wo er besonders von den Professoren Gottfried Welsch, Paul Ammann, Michael Ettmüller und Johannes Bohn ausgebildet wurde. Bei letzterem fertigte er eine erste Arbeit De somno et vigilis (Vom Schlafen und Wachen) an. Seine Dissertation entstand an der Universität Jena bei Rudolph Wilhelm Krause und hatte den Titel De fermentatione in sanguine non existente. Mit dieser Arbeit wurde er 1682 in Jena zum Doktor der Medizin promoviert. Zurückgekehrt nach Halle wurde er der Leibarzt des Prinzen Emanuel Lebrecht von Anhalt-Köthen und Bibliothekar der Stadt Halle. In dieser Eigenschaft verfasste er 1698 eine Chronik und Beschreibung der thüringischen Grafschaften Ballenstädt und Aschersleben. Als Botaniker ist Knaut durch sein Buch Compendium botanicum sive Methodus plantarum genuina bekannt, in dem er eine Einteilung der Blütenpflanzen nach der Anzahl und Anordnung der Kronblätter vornahm.
Knaut war über 20 Jahre lang Mitglied des Kirchenkollegiums der Marktkirche Unser Lieben Frauen und wurde 1708 zum Bibliothekar der Marienbibliothek gewählt.

## Ehrungen
Carl von Linné benannte die Pflanzengattung der Witwenblumen zu Ehren von Christian und Christoph Knaut mit dem wissenschaftlichen Namen Knautia.

## Schriften (Auswahl)
- De fermentatione in sanguine non existente. Jena 1682 (Digitalisat) – Dissertation.
- Antiquitates Comitatus Ballenstadiensis Et Ascaniensis Oder Gründliche und ausführliche Beschreibung Der beyden Uhralten Nord-Thuringischen Graffschafften Ballenstädt und Aschersleben. Köthen 1698 (Digitalisat).
- Dissertatio praeliminaris seu isagogica […]. Halle/Magdeburg 1705 (Digitalisat).
- Gründliche Fürstellung etlicher in Hn. Joh. Christ. Beckmanns P. P. neu ausgegangener Historia des Fürstenthums Anhalt befindlicher wieder das Anhalt Cöthensche Hauß begangener Genealogisch- und historischer Irrthümer. Halle 1710.
- Methodus plantarum genuina, qua notae characteristicae seu differentiae genericae tam summae, quam subalternae ordine digeruntur et per tabulas, quas vocant, synopticas perspicue delineantur […]. Leipzig/Halle 1716 (Digitalisat).
- Compendium botanicum sive Methodus plantarum genuina, qua notae characteris ticae seu differentiae genericae tam summae quam subalternae ordine digeruntur et per tabulas quas vocant synopticas perspicue delineantur; in gratiam studiosae juventutis adornata atque edita. Leipzig/Halle 1718.